# 110P/Hartley
Pour les articles homonymes, voir Comète Hartley.
La comète Hartley 3, officiellement 110P/Hartley 3, est une comète périodique du système solaire, découverte le 19 février 1988 par Malcolm Hartley au UK Schmidt Telescope de l'observatoire de Siding Spring.